# Zákon o volbě prezidenta
Zákon o volbě prezidenta (celým názvem Zákon o volbě prezidenta republiky a o změně některých zákonů (zákon o volbě prezidenta republiky)) je zákon, který upravuje přímou volbu prezidenta České republiky. Zákon byl přijat Parlamentem České republiky dne 18. července 2012 a byl vyhlášen ve Sbírce zákonů dne 22. července 2012 pod číslem 275/2012 Sb. Tento zákon nabyl účinnosti 1. října 2012.

## Systematika
Zákon o volbě prezidenta se člení na 14 částí. Část první se  člení na 9 hlav. Části 2 až 13 mění některé další zákony. Část 14 stanoví účinnost.